# Carlo Maria Carafa
Carlo Maria Carafa Branciforte (Castelvetere, 22 febbraio 1651 – Mazzarino, 1º giugno 1695) è stato un nobile italiano.

## Biografia

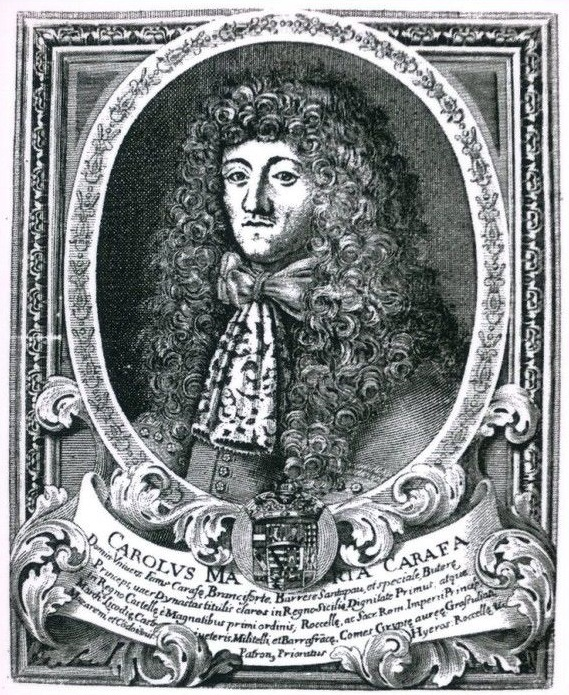
Carlo Maria Carafa in una rappresentazione tratta da "Ambasciadore Politico-Cristiano"

Suo padre Fabrizio morì giovane, quando Carlo aveva solo 20 anni. Ereditò da quest'ultimo i titoli nobiliari. Divenne quindi principe della Roccella, marchese di Castelvetere, conte di Grotteria, di Condoianne e signore di Bianco e Siderno.
Nel 1674 conviene a nozze con la cugina Isabella d'Avalos, figlia di Diego I d'Avalos e Francesca Carafa della Roccella. Dal matrimonio con Isabella nacque una figlia morta giovanissima. L'anno dopo, in seguito alla morte dello zio Giuseppe Branciforte, fratello della madre, Carlo divenne principe di Butera, marchese di Militello e Barrafranca, conte di Mazzarino e del Grassuliato, barone di Belmonte, Fontana Murata, Radali, signore di Niscemi, di Occhiolà e del Biviere di Lentini.
Nel 1678 si trasferisce definitivamente a Mazzarino, in Sicilia. Carlo Maria Carafa presiedette il Parlamento siciliano nel 1681. Ricevette per questa motivazione una lettera dal Re di Spagna in persona, che si congratulava con lui per le grandi virtù. Presiedette nuovamente il Parlamento siciliano nel 1690. In questa occasione fece recapitare 200.000 scudi in più rispetto ai soldi previsti, facendo pagare le tasse anche agli uomini di chiesa.
Nel 1683 Carlo II, re di Spagna e di Sicilia, lo nomina ambasciatore per la consegna della Chinea al papa, che allora era Innocenzo XI. La consegna, avvenuta il 2 febbraio 1684, fu talmente sfarzosa da sorprendere la classe nobiliare romana.
Carlo Maria Carafa contribuì alla costruzione di varie chiese nei territori di Mazzarino, Butera e Niscemi o al restauro di edifici già presenti. L'11 gennaio 1693 la città di Occhiolà venne distrutta da una scossa di terremoto. Il principe fece costruire una nuova città, ovvero Grammichele, la prima città in Europa con pianta esagonale, disegnata dall'architetto Michele da Ferla. Dopo la costruzione della nuova città, Carlo Maria Carafa non vi fece più ritorno. Anche la città di Avola, facente parte del libero consorzio comunale di Siracusa, venne costruita con pianta esagonale per volere del principe Nicolò d'Aragona Pignatelli Cortés dopo che il suo antico sito era stato distrutto dal medesimo terremoto che colpì Occhiolà; i due nuovi siti esagonali sono dunque del tutto coevi.

## Opere letterarie
Carlo Maria Carafa si distinse anche nella scrittura di opere letterarie. A Mazzarino infatti fece aprire ben tre tipografie e pubblicava molti libri tramite esse. Scrisse infatti:
- Instruttione Cristiana per Principi e Regnanti, La Barbera, Mazzarino 1687;
- Opere politiche-cristiane, Van Berge, Mazzarino 1692. L'opera è divisa in tre libri:

1. Il primo libro è composto da due parti: Il Principe Istrutto da' sentimenti cavati dalla Sacra Scrittura e Il Principe esemplificato d'alcune virtù di Principi santi, scelte dalle loro vite, Van Berge, Mazzarino 1692;
2. L'Ambasciadore Politico-Cristiano, Van Berge, Mazzarino 1690;
3. Scrutinio Politico contro la falsa ragion di Stato di Niccolò Macchiavelli, Van Berge, Mazzarino 1692;

- L'Idiota volgarizzato, La Barbera, 1688.;
- Avvertimenti ai principi cristiani, La Barbera, Mazzarino 1688;
- Il Camino sicuro del Cielo, ovvero il modo di ben vivere, per giungere all'Eterno Godimento conforme al metodo di San Bernardo, assicurato da' passi della Sacra Scrittura e Santi Padri, La Barbera, Mazzarino 1689;
- Sistema Spherae Solaris, La Barbera, Mazzarino 1688;
- Ordini, pandette e costituzioni d'osservarsi negli stati di Butera, Mazarino, Niscemi, Barrafranca, Occhiolà, Militello, &cc. Per la retta amministrazione della Giustizia, Rummulo, Palermo 1686;
- Ordini, Pandette e costituzioni d'osservarsi nelle città e Terre della Roccella e di Castelvetere, Grotteria, Martone e San Giovanni, Siderone, Condoianne, Sidereo e Cimina, Bianco, Casignana, Carafa e Fabrizia, in Calabria ultra, Calatro, Mazzarino 1692.

## Critiche
Carlo Maria Carafa è stato soggetto, per alcune sue azioni, a critiche molto aspre. Gli storici sono discordanti sulla sua figura. C'è chi lo ritiene un esempio e lo loda come tale. C'è chi invece, fra gli storici posteriori, lo ritiene uno spendaccione e lussurioso.

## Carlo Maria Carafa nella cultura di massa
A Carlo Maria Carafa è stata dedicata, a Grammichele, la piazza principale. L'istituto di istruzione secondaria superiore di Mazzarino e Riesi porta il suo nome. Sempre a Mazzarino è nata la manifestazione Alla Corte del Carafa, che coinvolge i paesi governati dal Carafa.